# Ла-Сюр-ан-Шартрез
Ла-Сюр-ан-Шартрез (фр. La Sure en Chartreuse) — муніципалітет у Франції, у регіоні Овернь-Рона-Альпи, департамент Ізер. Ла-Сюр-ан-Шартрез утворено 1 січня 2017 року шляхом злиття муніципалітетів Помм'є-ла-Пласетт i Сен-Жульєн-де-Ра. Адміністративним центром муніципалітету є Сен-Жульєн-де-Ра. Населення — 1058 осіб (01.01.2021).